# Petits meurtres et faits divers
Petits meurtres et faits divers est un jeu de société créé en 2007 par Hervé Marly et édité par Asmodée.

## Description
241 mini-scénarios où chaque joueur joue le rôle d'un coupable, d'innocents, d'un greffier ou d'un inspecteur :
- l'inspecteur doit trouver le coupable ;
- le coupable cherche à faire accuser un innocent ;
- les innocents cherchent à se faire accuser.

Petits meurtres et faits divers est un jeu à rôle dans le genre des Loups-garous de Thiercelieux dont Hervé Marly est l'un des auteurs.
Le jeu est cependant plus factuel, et peut en cela être comparé à Cluedo, si ce n'est que les indices sont des mots prononcés, et non des cartes montrées.
Cependant, Petits meurtres et faits divers n’est pas, malgré sa description, un jeu d’enquête. C’est avant tout un jeu d’improvisation.
Lors du jeu, les joueurs (qu’ils soient coupables ou innocents) vont chacun à leur tour faire une déclaration, déclaration dans laquelle devront se trouver trois mots.
Chaque personnage a en effet des mots à placer dans sa déclaration, le coupable ayant des mots différents de tous les autres.
Ce jeu a fait l'objet d'une suite à la mécanique différente : Petits meurtres et faits divers au tribunal